# 園田啟悟
園田啟悟（日语：／ Sonoda Keigo，1990年2月20日—），日本男子羽毛球运动员，前日本國家羽毛球隊（A隊）成員。熊本縣出生，畢業於熊本縣立八代第三中学校及熊本縣立八代東高，2010年起加入Tonami運輸株式會社，現隸屬於本社的人事部，並為該社的羽毛球隊成員兼副主將，隊員編號2號。2022年4月正式退役，並於Tonami運輸株式會社羽球隊執教。

## 比賽簡歷

### 2011年-2012年 国际赛及大獎賽首冠
2011年，園田啟悟代表Tonami運輸出戰全日本綜合羽毛球錦標賽男子單打比賽，最終奪得銅牌。同年4月，他出战大阪羽毛球國際挑戰賽，在男单决赛以2比1（18-21、21-16、21-16）击败了队友的錢谷翔，夺得其首个国际赛冠军；此外，还与黑瀨尊敏的男双决赛以2比0（21-14、21-14）横扫队友的和田周/渡邊達哉，再次赢得冠军，亦是本赛会的双冠王得主。同年11月，他与嘉村健士出战馬來西亞羽毛球國際挑戰賽，在男双决赛以2比0（21-13、21-17）击败了赛会6号种子、中華台北的陳中仁/林彥睿，赢得冠军。
2012年4月，園田啟悟与嘉村健士出战大阪羽毛球國際挑戰賽，在男双决赛以2比1（21-17、21-23、21-18）力克赛会6号种子、印尼的吉德翁·马库斯·费尔纳尔迪/阿格里皮纳·普里玛·罗曼托·普特拉，成功卫冕冠。同年7月，他与嘉村健士出战加拿大羽毛球公開賽，在男双决赛以2比0（21-15, 21-10）擊敗隊友佐伯祐行 / 垰畑亮太，奪得其首個職業大獎賽冠軍。同年11月，他与嘉村健士出战蘇格蘭羽毛球國際賽，在男双决赛以2比1（16-21、21-11、21-17）击败了赛会6号种子、队友的佐伯祐行/垰畑亮太，赢得冠军。

### 2013年-2015年 黃金大獎賽首冠
2013年2月，園田啟悟与嘉村健士出战奧地利羽毛球國際挑戰賽，在男双决赛以1比2（18-21、21-15、18-21）不敌赛会6号种子、队友的佐伯祐行/垰畑亮太，赢得亚军。同年7月，他与嘉村健士出战美國羽毛球黃金大獎賽，在男双决赛以2比0（21-16、27-25）力克赛会7号种子、中華台北的梁睿緯/廖冠皓，赢得冠军。
2014年2月，園田啟悟与嘉村健士出战德國羽毛球黃金大獎賽，在男双决赛以2比1（21-19、14-21、21-14）击败了赛会头号种子、队友的遠藤大由/早川賢一，赢得冠军。同年11月，他与嘉村健士出战香港羽毛球超級賽，在男双準决赛以1比2（21-18、13-21、14-21）不敌赛会6号种子、中国的刘小龙/邱子瀚。
2015年6月，園田啟悟与嘉村健士出战美國羽毛球黃金大獎賽，在男双準决赛以0比2（17-21、17-21）不敌印度强档的马奴·阿特里/苏密特·雷迪。同年10月，他与嘉村健士出战碧特博格羽毛球黃金大獎賽，在男双準决赛以1比2（16-21、21-16、17-21）不敌赛会头号种子、丹麦强档的马德斯·康拉德-彼德森/马德斯·皮勒尔·科尔丁。

### 2016年-2017年 超级赛首冠及世锦赛季军
2016年1月，園田啟悟与嘉村健士出战馬來西亞羽毛球大師賽，在男双準决赛以0比2（7-21、17-21）不敌印尼强档的马库斯·费尔纳尔迪·吉德翁/凯文·桑加亚·苏卡穆约。同年4月，他与嘉村健士出战中國羽毛球大師賽，在男双準决赛以1比2（21-15、10-21、17-21）不敌赛会3号种子、韩国强档的金基正/金沙朗。同样4月，他与嘉村健士出战亞洲羽毛球錦標賽，在男双準决赛以0比2（17-21、18-21）不敌赛会头号种子、世界第一的李龍大/柳延星。同年9月，他与嘉村健士出战日本羽毛球超級賽，在男双準决赛以1比2（21-17、15-21、18-21）不敌赛会7号种子、韩国1强档的金基正/高成炫。同年11月，他与嘉村健士出战香港羽毛球超級賽，在男双决赛以2比0（21-19、21-19）击败了赛会4号种子、丹麦强档的玛蒂亚斯·鲍伊/卡斯腾·摩根森，赢得冠军。同年12月，他与嘉村健士出战世界羽聯超級系列賽總決賽，在小组赛的阶段分别击败了两队印尼的安加·普拉塔玛/里奇·卡兰达·苏华迪和马库斯·费尔纳尔迪·吉德翁/凯文·桑加亚·苏卡穆约，唯一只输给了丹麦的马德斯·康拉德-彼德森/马德斯·皮勒尔·科尔丁，以小组第二出线；在準決賽，再次面对丹麦的马德斯·康拉德-彼德森/马德斯·皮勒尔·科尔丁，直落两局以2比0（21-17、21-19）横扫对手，在决赛硬碰奥运亚军、马来西亚的吳蔚昇/陳蔚強，完全处于下风以0比2（14-21、19-21）不敌对手，赢得总决赛亚军。
2017年4月，園田啟悟与嘉村健士出战馬來西亞羽毛球首要超級賽，在男双準决赛以0比2（16-21、13-21）不敌赛会4号种子、印尼强档的马库斯·费尔纳尔迪·吉德翁/凯文·桑加亚·苏卡穆约。同年6月，他与嘉村健士出战澳洲羽毛球超級賽，在男双决赛以2比0（21-17、21-19）击败了跨国组合的（印尼：亨德拉·塞蒂亚万/马来西亚：陳文宏，赢得冠军。同年8月，他參加苏格兰格拉斯哥舉行的世界羽毛球錦標賽，他和嘉村健士出戰男子双打項目。他與嘉村健士以4號種子身分出戰，故在首圈輪空；但在次圈以2比1（19-21、21-15、21-9）淘汰了德國的马克·拉姆斯富斯 /马文·埃米尔·塞德尔。在第三圈，激战三局以2-1 （21-18、22-24、21-15）力克赛会9號種子印度尼西亚的次號男雙安加·普拉塔玛/里奇·卡兰达·苏华迪。在八强较量中，表现强势以2-0 （21-13、23-21）横扫丹麦的次號男雙马德斯·康拉德-彼德森/马德斯·皮勒尔·科尔丁。在準決賽中，面对印度尼西亚新老组合的穆罕默德·阿赫桑/利安·阿刚·萨普特拉，但最终还是以0-2 （12-21、15-21）败给这组印度尼西亚组合，无缘闯入决赛。同年9月，他与嘉村健士出战韓國羽毛球超級賽，在男双準决赛以1比2（18-21、21-17、16-21）不敌赛会2号种子、印尼强档的马库斯·费尔纳尔迪·吉德翁/凯文·桑加亚·苏卡穆约。

### 2018年
2018年6月，園田啟悟与嘉村健士出战馬來西亞羽球公開賽，在男双决赛以2比0（21-8、21-10）横扫队友的遠藤大由/渡邊勇大，赢得冠军。同年7月，他与嘉村健士出战泰國羽毛球公開賽，在男双决赛以2比0（21-17、21-19）击败了队友的遠藤大由/渡邊勇大，赢得冠军。

### 2021年 東京奧運
2021年7月，與嘉村健士出战2020年東京奧運羽球男子雙打比賽，以C組第二名晉級八強賽，於八強賽不敵印尼組合亨德拉·塞蒂亞萬/穆罕默德·阿赫桑止步八強。

### 退役
2021年9月8日，宣布退出日本國家代表隊，之後會全心致力於所屬社的國內賽事。2022年4月10日，園田啟悟的國家隊隊友渡邊勇大為他及嘉村健士、遠藤大由舉行退役表演賽，退役後於Tonami運輸株式會社羽球隊執教。

## 主要比賽成績
只列出曾進入準決賽的國際賽事成績：
| 年份   | 賽事                     | 公開賽級別 | 項目     | 拍檔     | 成績   |
| ------ | ------------------------ | ---------- | -------- | -------- | ------ |
| 2009年 | 越南羽毛球國際挑戰賽     | 國際挑戰賽 | 男子單打 | －       | 準決賽 |
| 2011年 | 大阪羽毛球國際挑戰賽     | 國際挑戰賽 | 男子單打 | －       | 冠軍   |
| 2011年 | 大阪羽毛球國際挑戰賽     | 國際挑戰賽 | 男子雙打 | 黑瀨尊敏 | 冠軍   |
| 2011年 | 馬來西亞羽毛球國際挑戰賽 | 國際挑戰賽 | 男子雙打 | 嘉村健士 | 冠軍   |
| 2012年 | 大阪羽毛球國際挑戰賽     | 國際挑戰賽 | 男子雙打 | 嘉村健士 | 冠軍   |
| 2012年 | 加拿大羽毛球大獎賽       | 大獎賽     | 男子雙打 | 嘉村健士 | 冠軍   |
| 2012年 | 蘇格蘭羽毛球國際賽       | 國際挑戰賽 | 男子雙打 | 嘉村健士 | 冠軍   |
| 2013年 | 奧地利羽毛球國際挑戰賽   | 國際挑戰賽 | 男子雙打 | 嘉村健士 | 亞軍   |
| 2013年 | 美國羽毛球黃金大獎賽     | 黃金大獎賽 | 男子雙打 | 嘉村健士 | 冠軍   |
| 2014年 | 德國羽毛球黃金大獎賽     | 黃金大獎賽 | 男子雙打 | 嘉村健士 | 冠軍   |
| 2014年 | 湯姆斯盃                 | 其他       | 男子團體 | －       | 冠軍   |
| 2014年 | 香港羽毛球超級賽         | 超級賽     | 男子雙打 | 嘉村健士 | 準決賽 |
| 2015年 | 美國羽毛球黃金大獎賽     | 黃金大獎賽 | 男子雙打 | 嘉村健士 | 準決賽 |
| 2015年 | 碧特博格羽毛球黃金大獎賽 | 黃金大獎賽 | 男子雙打 | 嘉村健士 | 準決賽 |
| 2016年 | 馬來西亞羽毛球大師賽     | 黃金大獎賽 | 男子雙打 | 嘉村健士 | 準決賽 |
| 2016年 | 亞洲羽毛球團體錦標賽     | 其他       | 男子團體 | －       | 亞軍   |
| 2016年 | 瑞士羽毛球黃金大獎賽     | 黃金大獎賽 | 混合雙打 | 福万尚子 | 準決賽 |
| 2016年 | 新加坡羽毛球超級賽       | 超級賽     | 男子雙打 | 嘉村健士 | 亞軍   |
| 2016年 | 中國羽毛球大師賽         | 黃金大獎賽 | 男子雙打 | 嘉村健士 | 準決賽 |
| 2016年 | 亞洲羽毛球錦標賽         | 其他       | 男子雙打 | 嘉村健士 | 季軍   |
| 2016年 | 日本羽毛球超級賽         | 超級賽     | 男子雙打 | 嘉村健士 | 準決賽 |
| 2016年 | 香港羽毛球超級賽         | 超級賽     | 男子雙打 | 嘉村健士 | 冠軍   |
| 2016年 | 世界羽聯超級系列賽總決賽 | 首要超級賽 | 男子雙打 | 嘉村健士 | 亞軍   |
| 2017年 | 亞洲羽毛球混合團體錦標賽 | 其他       | 混合團體 | －       | 冠軍   |
| 2017年 | 馬來西亞羽毛球首要超級賽 | 首要超級賽 | 男子雙打 | 嘉村健士 | 準決賽 |
| 2017年 | 亞洲羽毛球錦標賽         | 其他       | 男子雙打 | 嘉村健士 | 季軍   |
| 2017年 | 蘇迪曼盃                 | 其他       | 混合團體 | －       | 季軍   |
| 2017年 | 澳洲羽毛球超級賽         | 超級賽     | 男子雙打 | 嘉村健士 | 冠軍   |
| 2017年 | 世界羽毛球錦標賽         | 其他       | 男子雙打 | 嘉村健士 | 季軍   |
| 2017年 | 韓國羽毛球超級賽         | 超級賽     | 男子雙打 | 嘉村健士 | 準決賽 |
| 2017年 | 世界羽聯超級系列賽總決賽 | 首要超級賽 | 男子雙打 | 嘉村健士 | 準決賽 |
| 2018年 | 亞洲羽毛球錦標賽         | 其他       | 男子雙打 | 嘉村健士 | 亞軍   |
| 2018年 | 湯姆斯盃                 | 其他       | 男子團體 | －       | 亞軍   |
| 2018年 | 馬來西亞羽球公開賽       | 超級750賽  | 男子雙打 | 嘉村健士 | 冠軍   |
| 2018年 | 泰國羽毛球公開賽         | 超級500賽  | 男子雙打 | 嘉村健士 | 冠軍   |
| 2018年 | 世界羽毛球錦標賽         | 其他       | 男子雙打 | 嘉村健士 | 亞軍   |
| 2018年 | 亞洲運動會羽毛球比賽     | 其他       | 男子團體 | －       | 銅牌   |
| 2018年 | 丹麥羽毛球公開賽         | 超級750賽  | 男子雙打 | 嘉村健士 | 亞軍   |
| 2018年 | 香港羽毛球公開賽         | 超級500賽  | 男子雙打 | 嘉村健士 | 亞軍   |
| 2019年 | 德國羽毛球公開賽         | 超級300賽  | 男子雙打 | 嘉村健士 | 亞軍   |
| 2019年 | 全英羽毛球公開賽         | 超級1000賽 | 男子雙打 | 嘉村健士 | 準決賽 |
| 2019年 | 馬來西亞羽毛球公開賽     | 超級750賽  | 男子雙打 | 嘉村健士 | 亞軍   |
| 2019年 | 新加坡羽毛球公開賽       | 超級500賽  | 男子雙打 | 嘉村健士 | 冠軍   |
| 2019年 | 亞洲羽毛球錦標賽         | 其他       | 男子雙打 | 嘉村健士 | 季軍   |
| 2019年 | 紐西蘭羽毛球公開賽       | 超級300賽  | 男子雙打 | 嘉村健士 | 準決賽 |
| 2019年 | 蘇迪曼盃                 | 其他       | 混合團體 | －       | 亞軍   |
| 2019年 | 澳洲羽毛球公開賽         | 超級300賽  | 男子雙打 | 嘉村健士 | 亞軍   |
| 2019年 | 日本羽毛球公開賽         | 超級750賽  | 男子雙打 | 嘉村健士 | 準決賽 |
| 2019年 | 韓國羽毛球公開賽         | 超級500賽  | 男子雙打 | 嘉村健士 | 亞軍   |
| 2019年 | 丹麥羽毛球公開賽         | 超級750賽  | 男子雙打 | 嘉村健士 | 準決賽 |
| 2019年 | 中國福州羽毛球公開賽     | 超級750賽  | 男子雙打 | 嘉村健士 | 亞軍   |
| 2021年 | 全英羽毛球公開賽         | 超級1000賽 | 男子雙打 | 嘉村健士 | 亞軍   |

| 2007-2017年 | 首要超級賽 | 超級賽 | 黃金大獎賽 | 大獎賽 | 國際挑戰賽 | 國際系列賽 | 未來系列賽 | 其他 |

| 2018-2026年 | 總決賽 | 超級1000賽 | 超級750賽 | 超級500賽 | 超級300賽 | 超級100賽 | 國際挑戰賽 | 國際系列賽 | 未來系列賽 | 其他 |

### 世界冠軍頭銜
園田啟悟在羽毛球生涯中共奪得1項羽毛球世界冠軍頭銜。
| 賽事     | 奪冠次數 | 年份               |
| -------- | -------- | ------------------ |
| 湯姆斯盃 | 1        | 2014年（男子團體） |
| 總計     | 1        |                    |

### 奧運會和世錦賽參賽紀錄
|          | 搭檔     | 2014 | 2015 | 2016 | 2017 | 2018 | 2019 | 2020 |
| -------- | -------- | ---- | ---- | ---- | ---- | ---- | ---- | ---- |
| 男子雙打 | 嘉村健士 | 16強 | 16強 | －   | 季軍 | 亞軍 | 8強  | 8強  |

## 主要对賽记录
園田啟悟與主要對手的對賽成績如下（只列出對賽五次或以上對手，截至2017年10月5日）：
男雙 - 嘉村健士
| 對手              | 對賽次數 | 對賽結果 | 對賽結果 | 總計 |
| 對手              | 對賽次數 | 勝       | 負       | 總計 |
| ----------------- | -------- | -------- | -------- | ---- |
| 佐伯祐行 垰畑亮太 | 6        | 5        | 1        | +4   |
| 總計              | 6        | 5        | 1        | +4   |

| 對手                                          | 對賽次數 | 對賽結果 | 對賽結果 | 總計 |
| 對手                                          | 對賽次數 | 勝       | 負       | 總計 |
| --------------------------------------------- | -------- | -------- | -------- | ---- |
| 金沙朗 金基正                                 | 9        | 3        | 6        | -3   |
| 马德斯·皮勒尔·科尔丁 马德斯·康拉德-彼德森     | 8        | 4        | 4        | 0    |
| 里奇·卡兰达·苏华迪 安加·普拉塔玛              | 7        | 2        | 5        | -3   |
| 高成炫 申白喆                                 | 7        | 3        | 4        | -1   |
| 金·阿斯特鲁普 安德斯·斯考劳普·拉斯姆森        | 6        | 4        | 2        | +2   |
| 吳蔚昇 陳蔚強                                 | 6        | 4        | 2        | +2   |
| 卡斯腾·摩根森 玛蒂亚斯·鲍伊                   | 6        | 2        | 4        | -2   |
| 柴飚 洪炜                                     | 5        | 5        | 0        | +5   |
| 李龍大 柳延星                                 | 5        | 0        | 5        | -5   |
| 凯文·桑加亚·苏卡穆约 马库斯·费尔纳尔迪·吉德翁 | 5        | 2        | 3        | -1   |
| 其他選手                                      | 244      | 157      | 87       | +70  |
| 總計                                          | 250      | 162      | 88       | +74  |